# 宏基集團控股
宏基集團控股有限公司（英語：Wan Kei Group Holdings Limited，港交所：1718），簡稱宏基集團控股，該公司業務在香港和澳門經營現場土地勘測工程、建造插座式工字樁、微型樁、豎樁、管樁及起重柱。

## 歷史革沿
1998年，由劉煥詩擔任主席，於香港（總部）成立「宏基機械有限公司」。
1998年，收購「中信鑽探工程有限公司」（1995年成立）；
1999年，收購「宏基土力工程有限公司」（1995年成立）；
2014年，收購「宏基（澳門）地基建築工程有限公司」（2004年成立），以上為改組前由主席劉煥詩收購。
2015年8月11日，於港交所主板上市股份在，招股價為介乎0.65至0.85港元，全球發售為2億股，集資額為6090萬港元。

## 外部連結
- WanKei.com.hk（页面存档备份，存于）